# Zentrales Schwarzerde-Naturreservat
Das Zentrale Schwarzerde-Naturreservat (russisch Центрально-Чернозёмный Заповедник / Zentralno-Tschernosjomny Sapowednik) ist ein Naturschutzgebiet im europäischen Teil Russlands. Es wurde im Jahr 1935 gegründet und ist benannt zu Ehren des russischen Botanikers Wassili Wassiljewitsch Alechin, der die botanische Besonderheit des Gebietes als erster entdeckt und sich für dessen Schutz eingesetzt hat. Das Reservat dient vor allen Dingen dem Schutz und der Erforschung von Steppen auf der fruchtbaren Schwarzerde (russisch чернозём/Tschernosem), die durch verstärkten Ackerbau in Russland seit dem 19. und 20. Jahrhundert selten geworden sind. Das Schutzgebiet hat sowohl des Status eines Sapowedniks als auch eines Biosphärenreservates.

## Geographie
Das Naturreservat liegt im südwestlichen Teil der mittelrussischen Hochebene. Administrativ befindet es sich auf den Territorien der Oblast Kursk. Es besteht aus sechs Teilarealen: 1) Streleckij učastok (2046 ha), 2) Kazackij učastok(1638 ha), 3) Barkalowka (368 ha), 4) Bukreevy Barmy (259 ha), 5) Zorinskij učastok (495 ha) und 6) Pojma Psla (481,3 ha). Die Landschaft des Schutzgebietes besteht aus sanften Hügeln und Plateaus, die durch vergangene Erosion stark eingeschnitten sind.

## Geschichte
Das Gebiet war in den letzten zwei Jahrtausenden zunächst Heimat für verschiedene Nomadenvölker, wie Skythen und Kyptschaken. Vom letzteren Volk zeugt eine Steinfigur im Streleckij učastok, die Poloveckaja Baba. Im 16. Jahrhundert siedelten hier Strelizen und Kosaken, die die umliegenden Steppen vor allen Dingen als Weide und zur Mahd benutzten. Im 19. und 20. Jahrhundert wurde die Steppe in der Region mehr und mehr für den Ackerbau umgepflügt. Der aus der Kursker Gegend gebürtige russische Botaniker Alechin hat zunächst als Student und später als Professor der Universität die Steppen dieser Region beschrieben. Beeindruckt von der floristischen Vielfalt dieser Region, setzte er sich dafür ein, dass das Gebiet unter Schutz gestellt wird. Auch das regionale Museum in Kursk hat einen großen Anteil daran, dass diese Steppen nicht in Ackerland umgewandelt werden. Nach 1932 fand eine Reihe von naturkundlichen Expeditionen im Gebiet statt. Bei der Gründung des Naturreservates wurden zunächst die Teilareale Streleckij učastok, Kazackij učastok und zwei die Fragmente Chrenovskaja und Jamskaja Step‘ unter Schutz gestellt. Die Chrenovskaja Step‘ wurde aber bereits nach einem Jahr aus den Reservat ausgeschlossen und die Jamskaja Step‘ ab 1999 in das Naturreservat Belogorje überführt. Barkalowka und Bukreevy Barmy wurden ab 1969 dem Schutzgebiet angegliedert.

## Geologie
Das Naturreservat liegt auf dem kristallinen Voronežskij Schild. Im Gebiet treten sowohl Kreide, Mergel als auch Sandsedimente an die Oberfläche. Die Kreideablagerungen kann man in den Teilarealen der Bukreevy Barmy und Barkalowka sehen, die ihnen den Namen „Belogor’ja“ (russ.: Weiße Berge) eingebracht haben. Im Streleckij učastok kommen ferner tertiäre Sande vor, auf denen eiszeitliche Lössablagerungen gebettet sind. Im Gebiet treten Karstformen auf.

## Böden
Im Gebiet kommen mächtige Schwarzerden vor, die sich über Lössablagerungen gebildet haben. Die für die Waldsteppenzone typischen Schwarzerden bedecken ca. 50–55 % der Fläche. Der Rest besteht aus anderen Schwarzerdetypen, unter anderen podsolierten Schwarzerden und Wiesen-Tschernosemen. Da Schwarzerdeböden bestens geeignet sind für den Ackerbau, wurden sie weltweit flächenhaft umgepflügt, auch im Umkreis des Schutzgebietes. Im Zentralen Schwarzerde-Naturreservat sind aber noch intakte Tschernoseme erhalten geblieben, die vermutlich nie umgepflügt worden sind.

## Klima
Das Naturschutzgebiet befindet sich in der gemäßigten kalten Klimazone. Im Jahr fallen durchschnittlich 408 mm Niederschlag, wobei 70 % des Niederschlags in den Monaten April–Oktober fällt. Die jährliche Durchschnittstemperatur beträgt 5,3 °C. Die Winter sind kühl (Januar: −9,0 °C) mit häufigen Frösten, einer permanenten Schneedecke und zunehmenden Winden (5–6 m/s). Die Sommer sind warm (Juli: 18,7 °C) und sonnenreich.

## Flora und Vegetation
Die Flora umfasst 855 Gefäßpflanzenarten. Der russische Botaniker W.W. Alechin hat als erster den besonderen Artenreichtum der Region erkannt. Er hat im Jahr 1934 77 Arten auf 1 m² in der Streleckaja Step‘ gezählt. Im Gebiet wachsen zahlreiche Arten, die in das Rote Buch Russlands als geschützt eingetragen sind: Orchis militaris, Androsace koso-poljanskii, Paeonia tenuifolia, drei Federgrasarten (Stipa pennata, Stipa pulcherrima und Stipa dasyphylla). Große Flächen des Schutzgebietes werden von Wiesensteppenvegetation bedeckt, für die neben der genannten Federgräsern auch Stipa tirsa und Stipa capillata kennzeichnend sind. Im Frühjahr blühen in den Steppen das Adonisröschen Adonis vernalis, die Finger-Kuhschelle Pulsatilla patens, Schachblumen (Fritillaria meleagris und Fritillaria ruthenica) und die schmalblättrige Paeonie (Paeonia tenuifolia). Der Sommeraspekt ist geprägt von Salvia nutans, Phlomis tuberosa, Centaurea jacea und Tanacetum vulgare. An manchen Stellen kommen Strauchformationen mit Prunus tenella, Prunus chamaecerasus oder Prunus spinosa vor. Auf den Kreideaustritten kommt Arten wie Thymus cretaceus, Linum flavum, Centaurea ruthenica und Schivereckia podolica, wobei Letztere als seltener Tertiär-Relikt gilt. Die Hälfte der geschützten Fläche wird von Wäldern bedeckt, die sich vor allen Dingen aus Stieleichen zusammensetzen. Bei diesen Beständen handelt es sich um junge Wälder, denn während der Zeit des Bürgerkrieges und des Zweiten Weltkrieges wurde aus diesem Gebiet viel Holz entnommen.

## Fauna
Zu den 38 Säugetieren im Gebiet zählen zahlreiche Nagetiere, wie die Rötelmaus, die Feldmaus, die Ostblindmaus und der Perlziesel. Der Rotfuchs ist das am häufigsten vorkommende Raubtier im Reservat. Wölfe wurden im letzten Jahrhundert nicht mehr im Gebiet beobachtet, doch seit den letzten Jahren erholte sich ihr Bestand auf 25–30 Individuen und sie werden vom Personal des Schutzgebietes gejagt. Huftiere wie Wildschwein, Elch, Reh kommen sehr zahlreich im Gebiet vor. Im Gebiet kommen 5 Reptilienarten vor: die Wiesenotter, Zauneidechse, Ringelnatter, Blindschleiche, und Waldeidechse. Zehn Arten von Amphibien sind für das Reservat bekannt. Die häufigste von ihnen ist die Wechselkröte. Weitaus seltener sind der Teichmolch, der Seefrosch und Knoblauchkröte. Die Liste der Vögel umfasst 177 Arten. Der häufigste Greifvogel ist der Mäusebussard. Daneben kommen im Gebiet Habichte, Raufußbussarde, Wiesenweihe und Fischadler vor. In den Feuchtgebieten des Reservates leben Graureiher. In der Nähe der Siedlungsgebiete kommt der Weißstorch vor.